# Sthenias tonkinea
Sthenias tonkinea är en skalbaggsart som beskrevs av Maurice Pic 1925. Sthenias tonkinea ingår i släktet Sthenias och familjen långhorningar. Inga underarter finns listade i Catalogue of Life.